# Oxford County (Ontario)
Oxford County ist eine Regional Municipality (regionale Gebietskörperschaft – grob vergleichbar mit dem deutschen Landkreis) in der kanadischen Provinz Ontario mit 110.862 Einwohnern (Stand: 2016). Der Sitz der Verwaltung befindet sich in der Stadt Woodstock.
Diese Region liegt circa 150 km südwestlich von Toronto im sogenannten Québec-Windsor-Korridor, der am dichtesten besiedelten Region Kanadas. Die Landschaft ist geprägt von großflächig betriebenem intensivem Ackerbau, mit vereinzelt dazwischen liegenden Milchvieh- und Mastbetrieben. Ein rechtwinklig angelegtes Straßennetz stellt die lokale Erschließung dar. Die Autobahnen Highway 401 und 403 binden Oxford County an das überregionale Fernstraßennetz an. Vorhanden sind zwei Eisenbahnlinien (fast nur Güterverkehr) zwischen Toronto und dem amerikanischen Staat Michigan.
Das Klima ist kontinental, mit strengem Winter und warmem, teils schwülem Sommer (Klimatabelle siehe Artikel Woodstock). Das größte Fließgewässer ist der Thames River, der in mehreren Seitenarmen in der nördlichen Umgebung dieser Region entspringt und in Oxford County mittels zweier Stauseen reguliert wird. Bis auf Campingplätze mit lokaler Bedeutung ist kein bedeutsamer Tourismus vorhanden.
Industrie, Gewerbe und öffentliche Einrichtungen sind konzentriert in den drei Städten Woodstock, Tillsonburg und Ingersoll. Schwerpunkt sind die Leichtindustrie und die Autoindustrie mit zwei großen Fabrikationsstätten (Toyota und General Motors). Neben diesen drei Städten gibt es diverse kleinere Siedlungen mit lokalen Versorgungseinrichtungen. Der Außenbereich ist relativ stark zersiedelt; entlang der Nebenstraßen sind – in lockerem Abstand – häufig Wohnhäuser anzutreffen.

## Verwaltungseinheiten

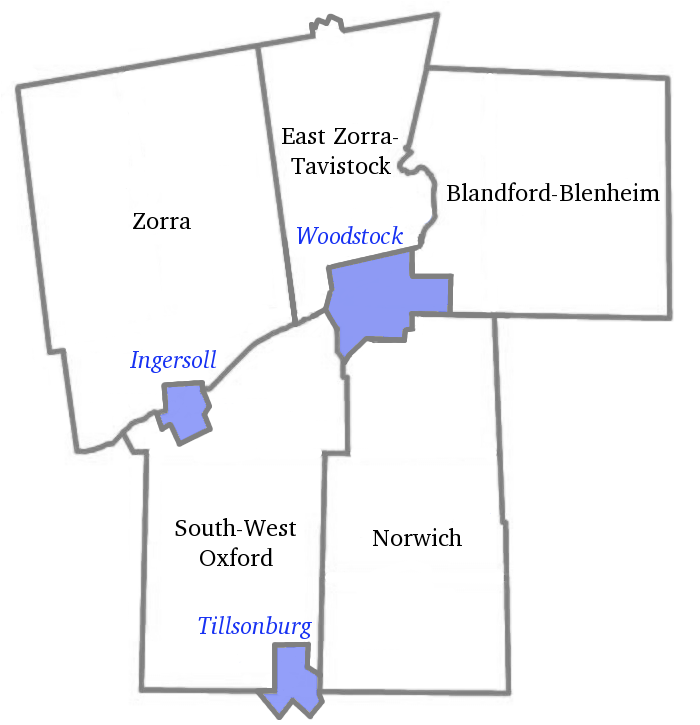
Verwaltungseinheiten von Oxford County

| Oxford County ist in 8 Verwaltungseinheiten aufgeteilt: - City of Woodstock - Town of Ingersoll - Town of Tillsonburg - Township of Blandford-Blenheim - Township of East Zorra-Tavistock - Township of Norwich - Township of South-West Oxford - Township of Zorra Jede dieser kommunalen Verwaltungseinheiten (Stadt oder Township) besitzt eine gewählte Kommunalvertretung (Municipal Council). Aus dem Kreis dieser Kommunalvertreter wird der Rat der übergeordneten regionalen Gebietskörperschaft (County Council) gebildet. |

## Anliegende regionale Gebietskörperschaften
| Perth County     |                                             | Regional Municipality of Waterloo |
| Middlesex County | Kompassrose, die auf Nachbargemeinden zeigt | County of Brant                   |
| Elgin County     |                                             | Norfolk County                    |